# Jakob Weidle
Jakob Weidle (* 19. Juli 1670 in Stammheim; † 3. Dezember 1740 in Gerlingen) war ein Winzer.
Jakob Weidle war ein Winzer aus Gerlingen. Am 19. Juli 1670 in Stammheim geboren, verließ er 1698 seine Heimat, die durch die Nachwirkungen des Dreißigjährigen Krieges sowie wiederholte Missernten und Seuchen im ausgehenden 17. Jahrhundert wirtschaftlich und sozial am Boden lag und befasste sich mit dem Weinbau und der Suche nach neuen Rebsorten.

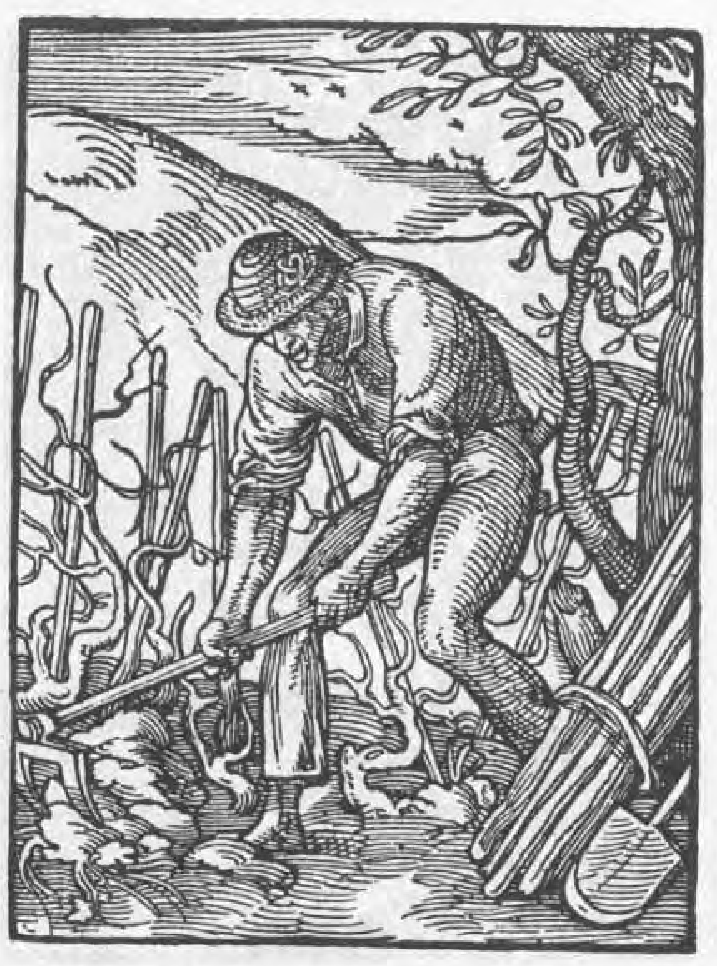
Der Rebmann, Holzschnitt aus dem Ständebuch von Jost Ammann

## Suche nach Rebsorten
Am 22. Februar 1698 heiratete er in Gerlingen bei Stuttgart Anna Queck, die Tochter des Bürgers und Weinbauern Caspar Queck. Durch seinen Schwiegervater kam er erstmals mit dem in Gerlingen zu jener Zeit bereits traditionsreichen Beruf des Winzers und Weinbauers in Berührung. Zusammen mit ihm, der wie viele Winzer der Region zur damaligen Zeit hauptsächlich Riesling und Trollinger anbaute, suchte Jakob Weidle nach Möglichkeiten zur Veredelung seines Weines durch Mischsatz mit anderen Sorten oder Einkreuzung. So experimentierte er mit dem in Baden verbreiteten Klevener, einer Traminer-Sorte, die sich allerdings für das Anbaugebiet als zu anfällig herausstellte. Es wurde befürchtet, Erkrankungen der Rebstöcke könnten auf den einheimischen Riesling und Trollinger übergreifen.
Jakob Weidle unternahm einige Reisen nach Baden und ins Elsass, von denen er weitere Rebsorten für ihre Versuche mitbrachte. Darunter befanden sich auch Reben des 1711 von dem Kaufmann Johann Seger Ruland wiederentdeckten Grauburgunder, einer Mutation des Spätburgunder, den sie auf ihren Weinbergen anbauten und der sich in der Region etablieren konnte. Über die Begegnung von Jakob Weidle und Johann Seger Ruland hat sich in Speyer bis Heute eine Volkssage erhalten.

## Die Sage vom Winzer Weidle und seinem Zilpzalp
Die Begegnung zwischen Jakob Weidle und dem Kaufmann Johann Seger Ruland wird in lokalen Überlieferungen thematisiert. Die Handlung stellt Jakob Weidle als düsteren, gierigen und angsteinflößenden Menschen dar, der sich als Teilnehmer der Türkenkriege durch besondere Grausamkeiten hervorgetan hat und sich durch die Tötung eines Geistlichen den Beinamen „Der Fuaderer“ erworben hat. Zudem schließt er einen Pakt mit dem Teufel, welcher ihm im Gegenzug einen verhexten Singvogel, einen Zilpzalp gibt, weicher fortan unter dem Bart des Winzers verharrt, bis er hervorgerufen wird. Mit Hilfe des Zilpzalps und seinen magischen Fähigkeiten gelingt es Jakob Weidle den Kaufmann Johann Seger Ruland zu betrügen und ihm seine Trauben zu stehlen, um in seiner Heimat Gerlingen den dort unbekannten Grauburgunder anzubauen und zu erheblichem Wohlstand zu kommen.

## Hofmarke
Eine Darstellung der Hof- bzw. Hausmarke der Familie Weidle aus dem 19. Jahrhundert zeigt drei gekreuzte bewurzelte Weidenblätter.